# Frankrijk op de Olympische Spelen
Frankrijk is een van de landen die deelneemt aan de Olympische Spelen. Frankrijk was present op de eerste editie van de Zomerspelen in 1896. In 1924 was het ook present op de eerste editie van de Winterspelen.
Frankrijk is een van de weinige landen die aan alle Spelen hebben meegedaan. Overigens trekken sommige bronnen in twijfel of Frankrijk deelnam aan de Spelen van 1904 omdat ze twijfelen over de nationaliteit van Albert Coray die twee keer zilver won.
In 2024 nam Frankrijk voor de 30e keer deel aan de Zomerspelen, in 2022 voor de 24e keer aan de Winterspelen. Het is een van de 44 landen die zowel op de Zomer- als de Winterspelen een medaille haalde, 952 (279-322-351) in totaal.

## Medailles en deelnames
De tabel geeft een overzicht van de jaren waarin werd deelgenomen, het aantal gewonnen medailles en de eventuele plaats in het medailleklassement.
| Zomerspelen | Zomerspelen | Zomerspelen | Zomerspelen | Zomerspelen | Zomerspelen |        | Winterspelen | Winterspelen | Winterspelen | Winterspelen | Winterspelen | Winterspelen |
| Jaar        | Goud        | Zilver      | Brons       | Totaal      | Rang        | Jaar   | Goud         | Zilver       | Brons        | Totaal       | Rang         |              |
| 1896        | 5           | 4           | 2           | 11          | 4           |        |              |              |              |              |              |              |
| 1900        | 26          | 41          | 34          | 101         | 1           |        |              |              |              |              |              |              |
| 1904        | 0           | 1           | 0           | 1           | 1           |        |              |              |              |              |              |              |
| 1908        | 5           | 5           | 9           | 19          | 4           |        |              |              |              |              |              |              |
| 1912        | 7           | 4           | 3           | 14          | 5           |        |              |              |              |              |              |              |
| 1920        | 9           | 19          | 13          | 41          | 8           |        |              |              |              |              |              |              |
| 1924        | 13          | 15          | 10          | 38          | 3           | 1924   | 0            | 0            | 3            | 3            | 9            |              |
| 1928        | 6           | 10          | 5           | 21          | 7           | 1928   | 1            | 0            | 0            | 1            | 5            |              |
| 1932        | 10          | 5           | 4           | 19          | 3           | 1932   | 1            | 0            | 0            | 1            | 7            |              |
| 1936        | 7           | 6           | 6           | 19          | 5           | 1936   | 0            | 0            | 1            | 1            | 10           |              |
| 1948        | 10          | 6           | 13          | 29          | 3           | 1948   | 2            | 1            | 2            | 5            | 5            |              |
| 1952        | 6           | 6           | 6           | 18          | 7           | 1952   | 0            | 0            | 1            | 1            | 12           |              |
| 1956        | 4           | 4           | 6           | 14          | 11          | 1956   | 0            | 0            | 0            | 0            | -            |              |
| 1960        | 0           | 2           | 3           | 5           | 25          | 1960   | 1            | 0            | 2            | 3            | 10           |              |
| 1964        | 1           | 8           | 6           | 15          | 21          | 1964   | 3            | 4            | 0            | 7            | 5            |              |
| 1968        | 7           | 3           | 5           | 15          | 6           | 1968   | 4            | 3            | 2            | 9            | 3            |              |
| 1972        | 2           | 4           | 7           | 13          | 17          | 1972   | 0            | 1            | 2            | 3            | 16           |              |
| 1976        | 2           | 3           | 4           | 9           | 15          | 1976   | 0            | 0            | 1            | 1            | 16           |              |
| 1980        | 6           | 5           | 3           | 14          | 8           | 1980   | 0            | 0            | 1            | 1            | 17           |              |
| 1984        | 5           | 7           | 16          | 28          | 12          | 1984   | 0            | 1            | 2            | 3            | 13           |              |
| 1988        | 6           | 4           | 6           | 16          | 9           | 1988   | 1            | 0            | 1            | 2            | 11           |              |
| 1992        | 8           | 5           | 16          | 29          | 9           | 1992   | 3            | 5            | 1            | 9            | 7            |              |
| 1996        | 15          | 7           | 15          | 37          | 5           | 1994   | 0            | 1            | 4            | 5            | 17           |              |
| 2000        | 13          | 14          | 11          | 38          | 6           | 1998   | 2            | 1            | 5            | 8            | 13           |              |
| 2004        | 11          | 9           | 13          | 33          | 7           | 2002   | 4            | 5            | 2            | 11           | 6            |              |
| 2008        | 7           | 16          | 20          | 43          | 10          | 2006   | 3            | 2            | 4            | 9            | 10           |              |
| 2012        | 11          | 11          | 13          | 35          | 7           | 2010   | 2            | 3            | 6            | 11           | 12           |              |
| 2016        | 10          | 18          | 14          | 42          | 7           | 2014   | 4            | 4            | 7            | 15           | 10           |              |
| 2020        | 10          | 12          | 11          | 33          | 8           | 2018   | 5            | 4            | 6            | 15           | 9            |              |
| 2024        | 16          | 26          | 22          | 64          | 5           | 2022   | 5            | 7            | 2            | 14           | 10           |              |
| Totaal      | 238         | 280         | 296         | 814         |             | Totaal | 41           | 42           | 55           | 138          |              |              |
| Tot. Z+W    | 279         | 322         | 351         | 952         |             |        |              |              |              |              |              |              |

Afghanistan · Albanië · Algerije · Amerikaans-Samoa · Amerikaanse Maagdeneilanden · Andorra · Angola · Antigua en Barbuda · Argentinië · Armenië · Aruba · Australië · Azerbeidzjan · Bahama's · Bahrein · Bangladesh · Barbados · België · Belize · Benin · Bermuda · Bhutan · Bolivia · Bosnië en Herzegovina · Botswana · Brazilië · Britse Maagdeneilanden · Brunei · Bulgarije · Burkina Faso · Burundi · Cambodja · Canada · Centraal-Afrikaanse Republiek · Chili · China · Chinees Taipei · Colombia · Comoren · Congo-Brazzaville · Congo-Kinshasa · Cookeilanden · Costa Rica · Cuba · Cyprus · Denemarken · Djibouti · Dominica · Dominicaanse Republiek · Duitsland · Ecuador · Egypte · El Salvador · Equatoriaal-Guinea · Eritrea · Estland · Ethiopië · Fiji · Filipijnen · Finland · Frankrijk · Gabon · Gambia · Georgië · Ghana · Grenada · Griekenland · Groot-Brittannië · Guam · Guatemala · Guinee · Guinee-Bissau · Guyana · Haïti · Honduras · Hongarije · Hongkong · Ierland · IJsland · India · Indonesië · Irak · Iran · Israël · Italië · Ivoorkust · Jamaica · Japan · Jemen · Jordanië · Kaaimaneilanden · Kaapverdië · Kameroen · Kazachstan · Kenia · Kirgizië · Kiribati · Koeweit · Kosovo · Kroatië · Laos · Lesotho · Letland · Libanon · Liberia · Libië · Liechtenstein · Litouwen · Luxemburg · Madagaskar · Malawi · Malediven · Maleisië · Mali · Malta · Marokko · Marshalleilanden · Mauritanië · Mauritius · Mexico · Micronesië · Moldavië · Monaco · Mongolië · Montenegro · Mozambique · Myanmar · Namibië · Nauru · Nederland · Nepal · Nicaragua · Nieuw-Zeeland · Niger · Nigeria · Noord-Korea · Noord-Macedonië · Noorwegen · Oeganda · Oekraïne · Oezbekistan · Oman · Oost-Timor · Oostenrijk · Pakistan · Palau · Palestina · Panama · Papoea-Nieuw-Guinea · Paraguay · Peru · Polen · Portugal · Puerto Rico · Qatar · Roemenië · Rusland · Rwanda · Saint Kitts en Nevis · Saint Lucia · Saint Vincent en de Grenadines · Salomonseilanden · Samoa · San Marino · Saoedi-Arabië · Sao Tomé en Principe · Senegal · Servië · Seychellen · Sierra Leone · Singapore · Slovenië · Slowakije · Somalië · Spanje · Sri Lanka · Soedan · Suriname · Swaziland · Syrië · Tadzjikistan · Tanzania · Thailand · Togo · Tonga · Trinidad en Tobago · Tsjaad · Tsjechië · Tunesië · Turkije · Turkmenistan · Tuvalu · Uruguay · Vanuatu · Venezuela · Verenigde Arabische Emiraten · Verenigde Staten · Vietnam · Wit-Rusland · Zambia · Zimbabwe · Zuid-Afrika · Zuid-Korea · Zuid-Soedan · Zweden · Zwitserland
Historische landen: Bohemen · Bondsrepubliek Duitsland · Brits-Indië · Duitse Democratische Republiek · Joegoslavië · Malaya · Nederlandse Antillen · Noord-Borneo · Noord-Jemen · Saarland · Servië en Montenegro · Sovjet-Unie · Tsjecho-Slowakije · West-Indische Federatie · Zuid-Jemen
Bijzondere deelnames: Onafhankelijke olympische atleten · Vluchtelingenteam 
 Australazië · Duits Eenheidsteam · Gemengd team · Gezamenlijk Team